# Unbreakable (album de Janet Jackson)
Pour les articles homonymes, voir Unbreakable.
Albums de Janet Jackson
Discipline
(2008)
Singles
1. No Sleeep
Sortie : 22 juin 2015
2. Unbreakable
Sortie : 29 septembre  2015
3. Dammn Baby
Sortie : 4 mai 2016

Unbreakable est le onzième album de la chanteuse américaine Janet Jackson. Il est paru le 2 octobre 2015 et a été produit par le duo de producteurs de Minneapolis Jimmy Jam et Terry Lewis. Il existe deux éditions de cet album, une édition standard comportant dix-sept titres et une édition itunes avec deux versions de No Sleeep en titres bonus. Il s’est vendu à 500 000 copies.

## Genèse et création
Le projet de réaliser ce onzième album de Janet Jackson remonte à 2009. Au départ, la chanteuse avait prévu de travailler avec le producteur Rodney Jerkins. Il a finalement été évincé du projet. La chanteuse a ensuite décidé de mettre entre parenthèses sa carrière musicale pour se consacrer au cinéma avec les films Pourquoi je me suis marié aussi ? et Les couleurs du destin. Par ailleurs, la mort de son frère Michael Jackson l'a profondément marquée et de ce fait, elle a souhaité s'éloigner du monde médiatique. De plus, elle s'est séparée de Jermaine Dupri en 2009 avec lequel elle entretenait une relation depuis 2002. En 2011, elle a rencontré le milliardaire qatari Wissam Al Mana, et ils se sont mariés en 2012.
Le processus de création de l'album Unbreakable a eu lieu simultanément avec sa tournée promotionnelle Unbreakable World Tour. Selon les propos de Jam et Lewis, qui ont produit intégralement l'album, les thèmes des textes de l'album sont inspirés de ce qu'a vécu la chanteuse ces dernières années et les compositions sont différentes de ce qu'a pu faire Jackson par le passé.

## Promotion
Le 22 juin 2015, Jackson sort un premier single intitulé No Sleeep. Elle décide de partir en tournée avant la sortie de l'album et avant même d'en avoir dévoilé la pochette et la liste des titres. La tournée, qui s'intitule Unbreakable World Tour, démarre le 31 août 2015 à Vancouver et les places sont mises en ventes dès le 22 juin 2015 avec en bonus l'accès à la précommande de l'album Unbreakable.

## Liste des pistes
Unbreakable (Édition standard)
| 1.    | Unbreakable                         | Janet Jackson,James Harris III,Terry Lewis, Thomas Lumpkins   | 3:38 |
| 2.    | BURNITUP! (featuring Missy Elliott) | Jackson, Harris III, Lewis, Dwayne Abernathy, Melissa Elliott | 4:09 |
| 3.    | Dammn Baby                          | Jackson, Harris III, Lewis, Abernathy                         | 3:55 |
| 4.    | The Great Forever                   | Jackson, Harris III, Lewis                                    | 4:18 |
| 5.    | Shoulda Known Better                | Jackson, Harris III, Lewis                                    | 4:45 |
| 6.    | After You Fall                      | Jackson, Harris III, Lewis                                    | 4:48 |
| 7.    | Broken Hearts Heal                  | Jackson, Harris III, Lewis                                    | 3:42 |
| 8.    | Night                               | Jackson, Harris III, Lewis, Lumpkins, Michaela Renee Shiloh   | 4:14 |
| 9.    | No Sleeep (featuring J. Cole)       | Jackson, Harris III, Lewis, Jermaine Cole                     | 4:20 |
| 10.   | Dream Maker / Euphoria              | Jackson, Harris III, Lewis, Lumpkins                          | 2:46 |
| 11.   | 2 B Loved                           | Jackson, Harris III, Lewis, Lumpkins, Abernathy               | 2:55 |
| 12.   | Take Me Away                        | Jackson, Harris III, Lewis                                    | 4:18 |
| 13.   | Promise                             | Jackson, Harris III, Lewis                                    | 0:57 |
| 14.   | Lessons Learned                     | Jackson, Harris III, Lewis                                    | 4:23 |
| 15.   | Black Eagle                         | Jackson, Harris III, Lewis                                    | 3:17 |
| 16.   | Well Traveled                       | Jackson, Harris III, Lewis                                    | 4:18 |
| 17.   | Gon B Alright                       | Jackson, Harris III, Lewis, Lumpkins                          | 3:54 |
| 64:37 |                                     |                                                               |      |

Unbreakable (Bonus édition itunes)
| 18.   | No Sleeep                                   | Jackson, Harris III, Lewis       | 3:26 |
| 19.   | No Sleeep (AFSHeeN Remix featuring J. Cole) | Jackson, Harris III, Lewis, Cole | 2:59 |
| 71:02 |                                             |                                  |      |